# Queirola
Queirola o la Queirola és un despoblat que es troba al terme municipal de la Vall d'Alcalà, a la comarca de la Marina Alta (País Valencià).
És una alqueria d'origen islàmic, de la qual ja hi ha constància documental en el segle xiii d'unes rendes pagades a Al-Azraq. Després de la conquesta, va romandre com a lloc de moriscos. L'any 1602, set abans de l'expulsió morisca, comptava amb 13 focs. Posteriorment es va repoblar amb famílies cristianes, fins al definitiu abandonament després de la Guerra Civil espanyola.
Actualment, el lloc destaca per la bona conservació com a poblat morisc, tot mantenint elements arquitectònics com ara diverses dependències de la llar morisca, arcades i finestres d'aquest període o patis amb terra de maons espigats.